# Muzeum J. Paula Gettyho
Muzeum J. Paula Gettyho (anglicky J. Paul Getty Museum) a k němu náležející program J. Paul Getty Trust, je galerie, muzeum výtvarných umění v Los Angeles, Kalifornie..

## Budovy a sbírky
Má dvě lokality, jednu v Gettyho centru a druhou v Gettyho vile v Pacific Palisades . Muzeum v Centru Getty představuje sbírky západního umění od středověku do současnosti a jeho odhadovaná frekvence 1,3 milionu návštěvníků ročně jej činí jedním z nejnavštěvovanějších muzeí ve Spojených státech. Muzeum v Gettyho vile vystavuje umění od starého Řecka, Říma a Itálie.

## Sbírky fotografií
Muzeum obsahuje ve svých sbírkách díla fotografů jako Julia Margaret Cameronová, Hippolyte Bayard, Walker Evans, Drahomír Josef Růžička nebo Irving Penn.

## Galerie

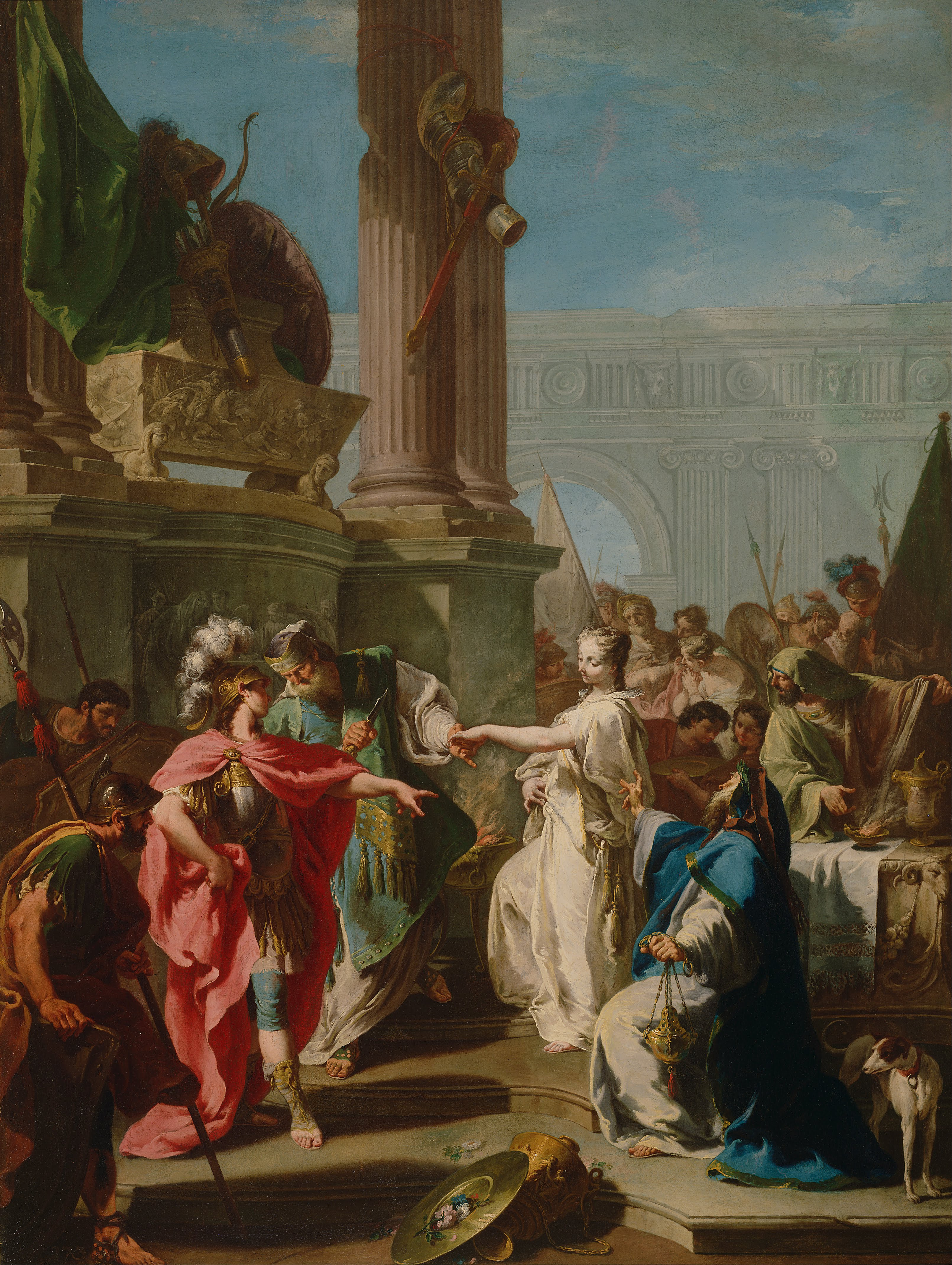
Giambattista Pittoni, Oběť Polyxény, 1733
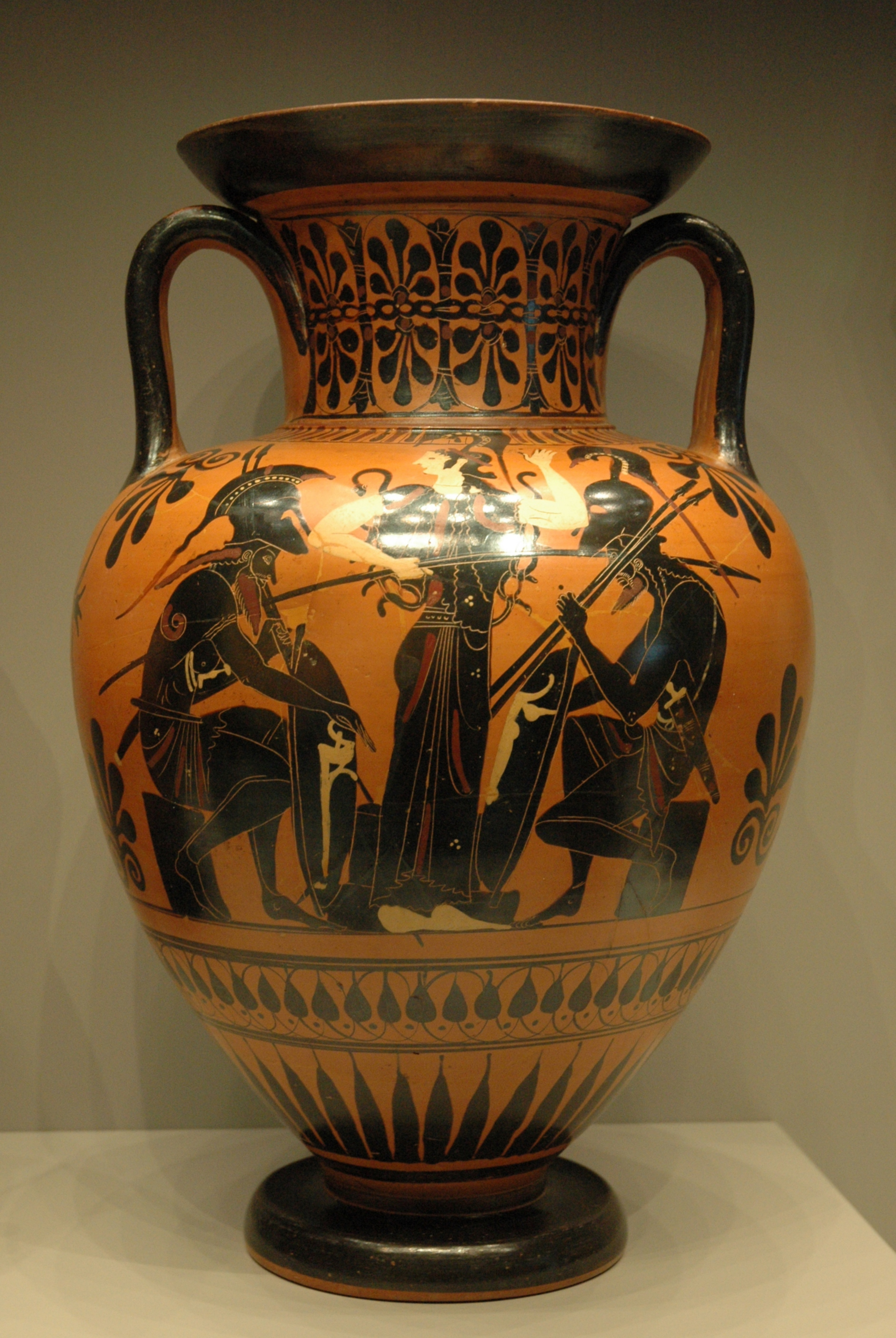
Achillés a Aias (Gettyho vila)
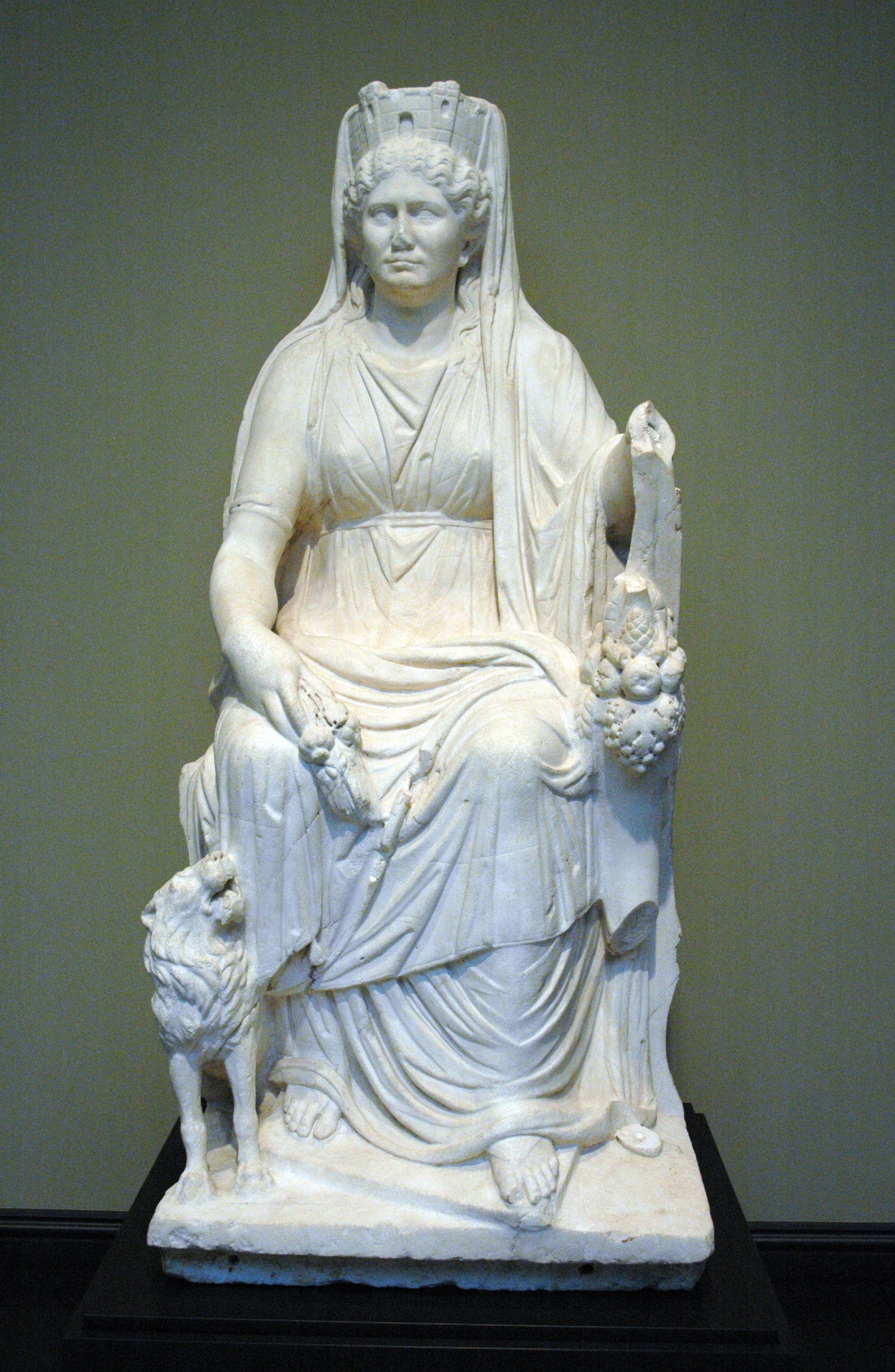
Kybélé (Gettyho vila)
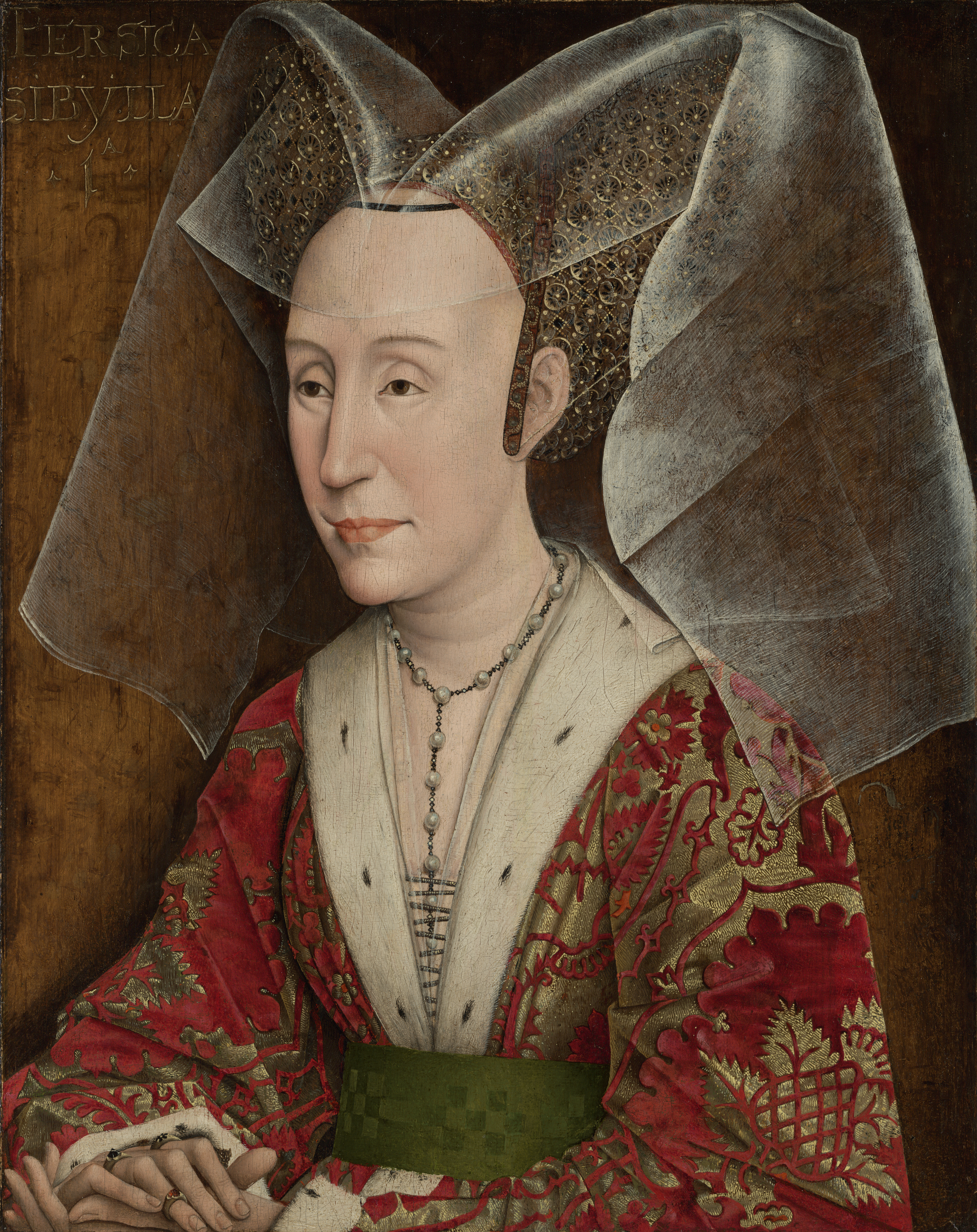
Rogier van der Weyden (dílna), Portrét Isabely Portugalské
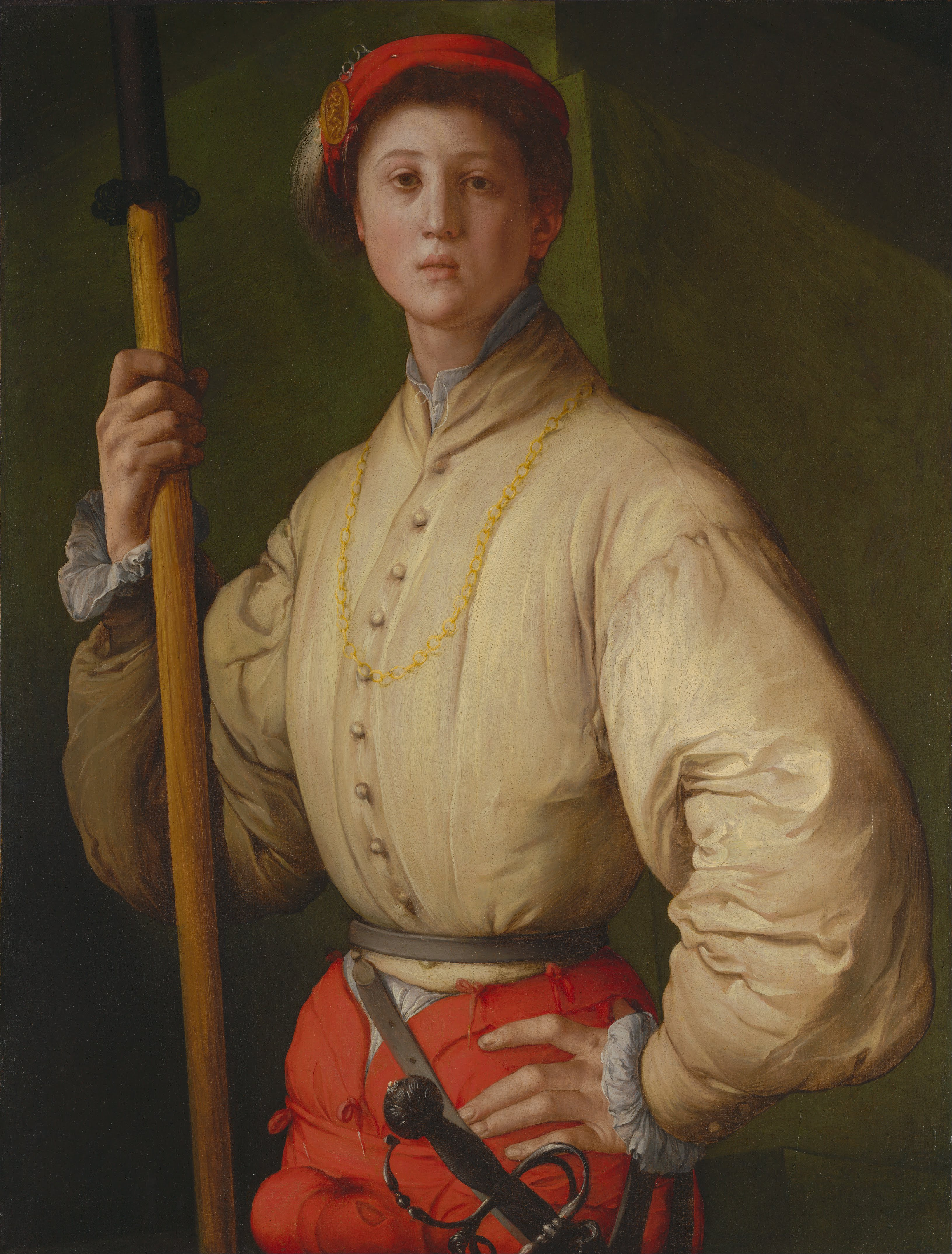
Francesco Guardi (?), Voják s halapartnou
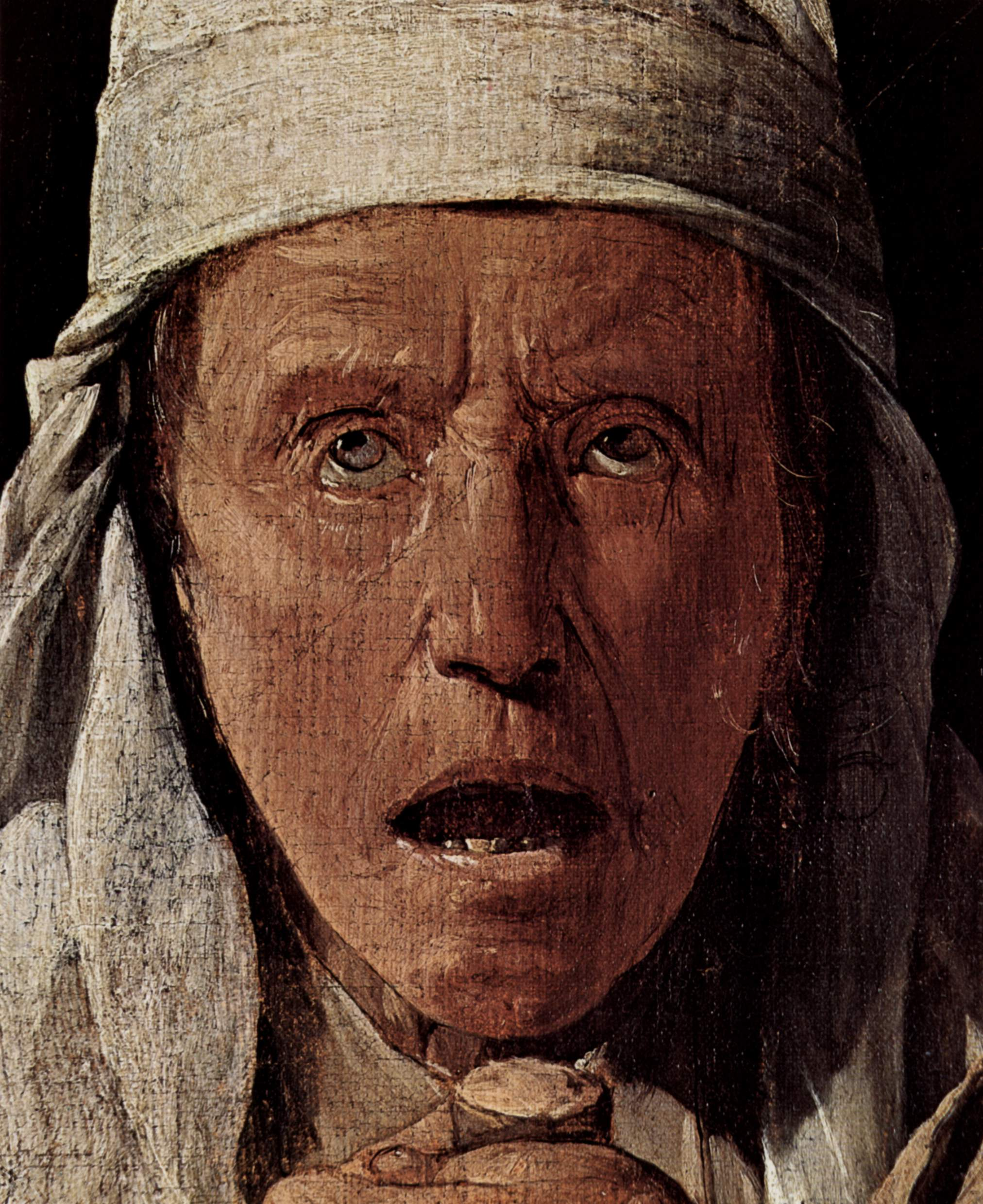
Georges de La Tour, Rvačka muzikantů, detail
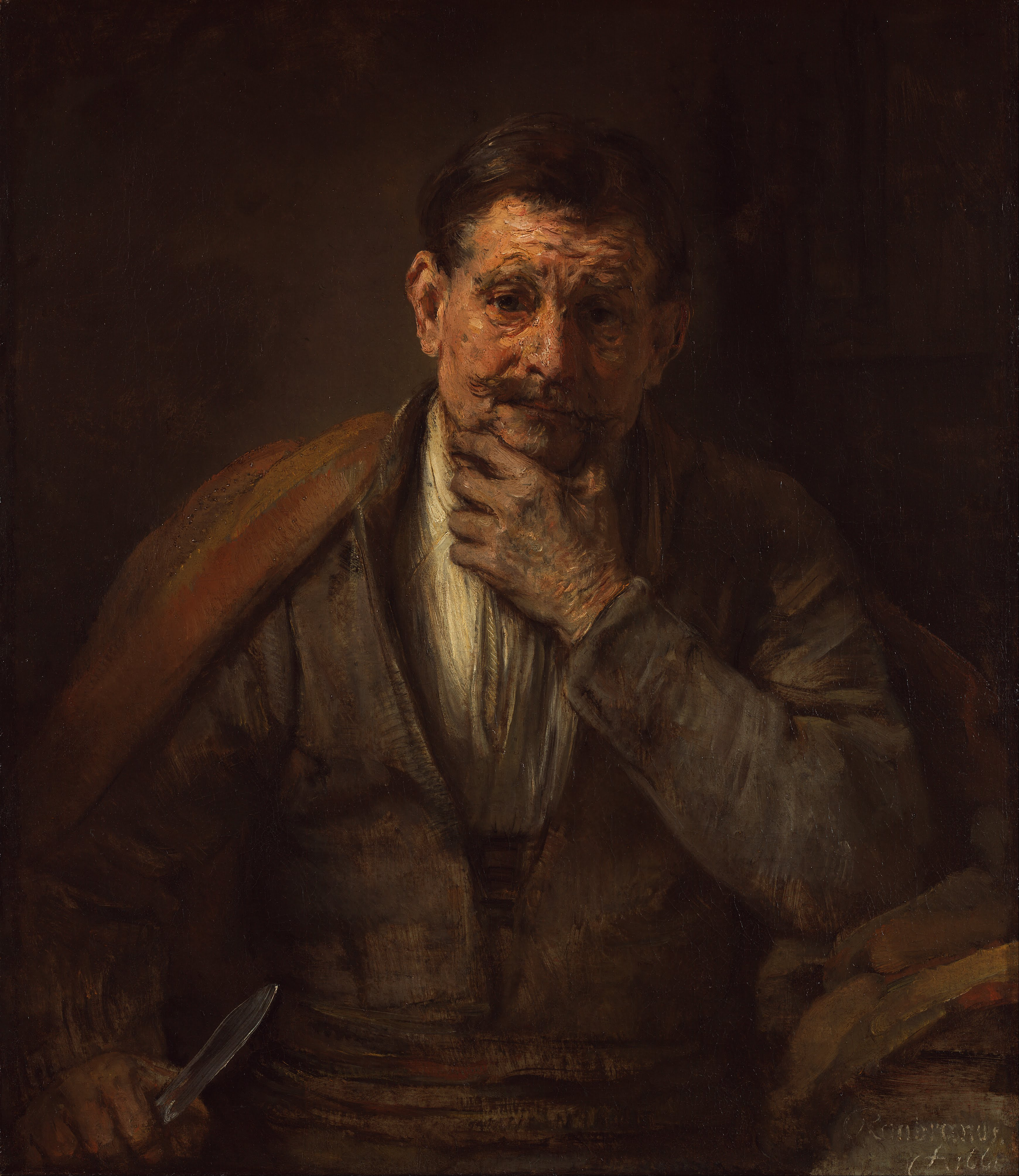
Rembrandt Harmensz. van Rijn, Svatý Bartoloměj
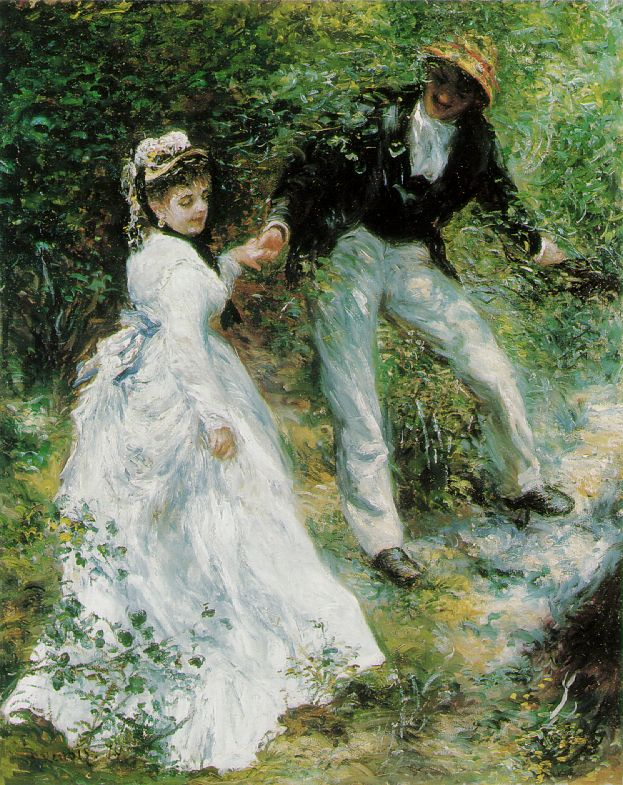
Auguste Renoir, Promenáda
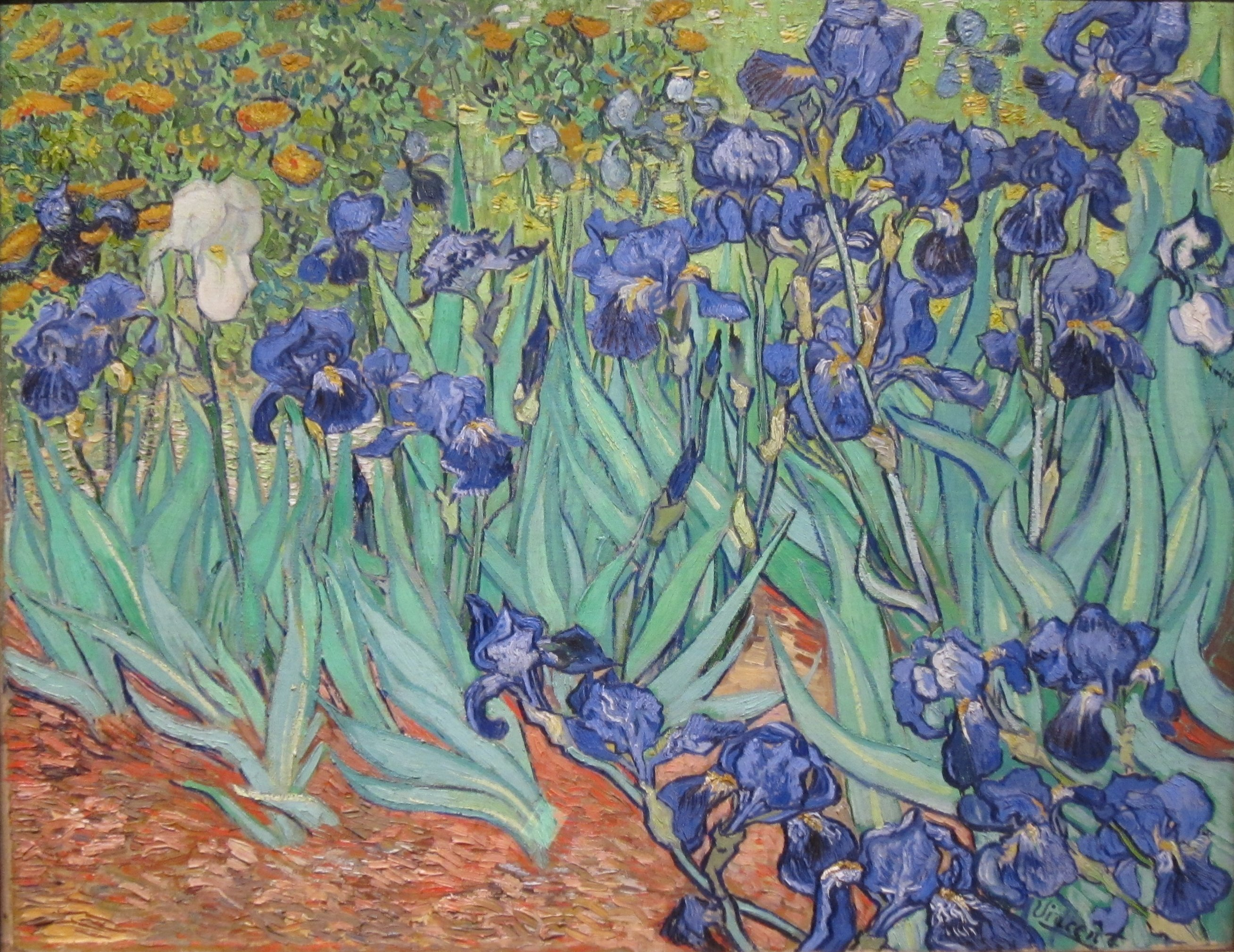
Vincent Van Gogh, Kosatce